# Tragédie de Mocoa

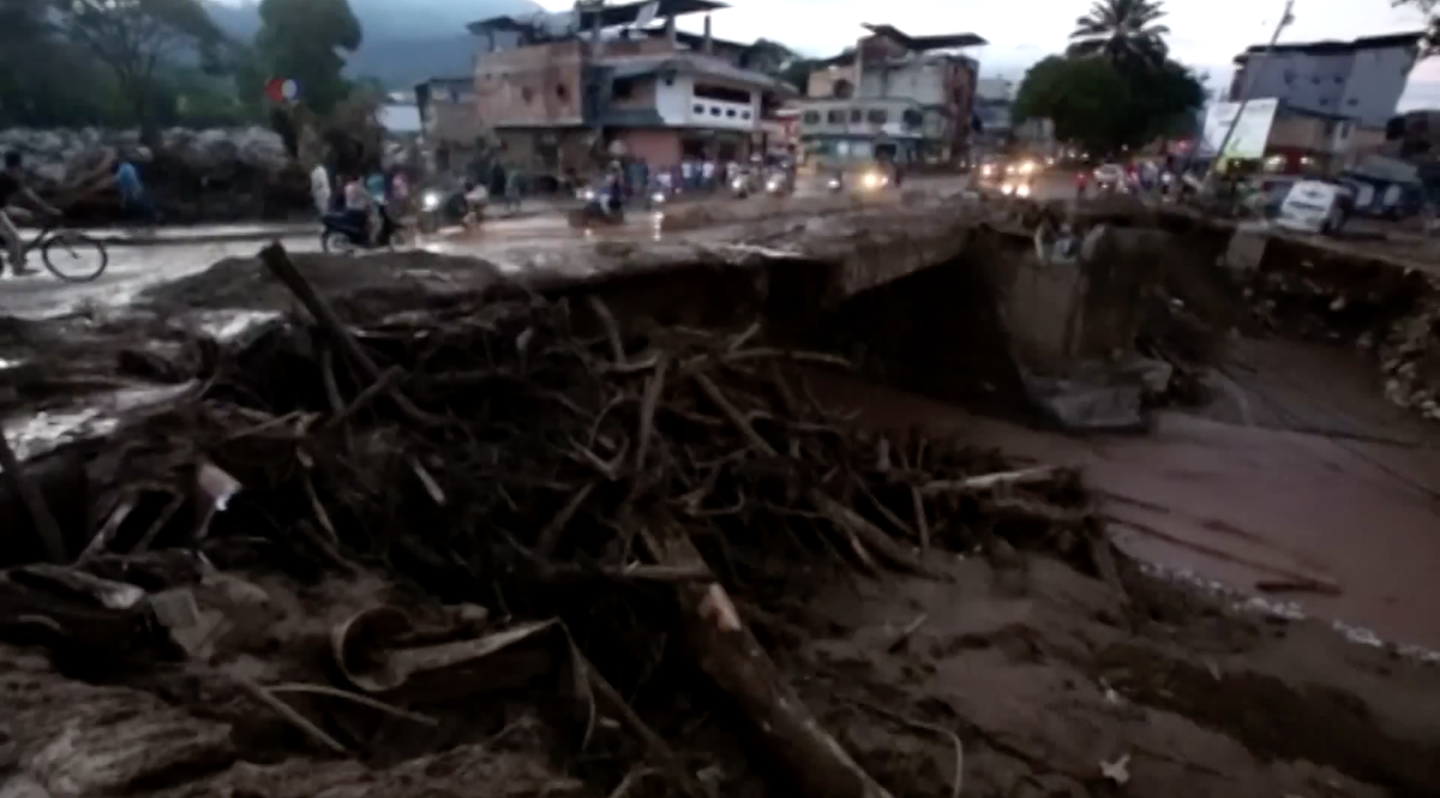

La tragédie de Mocoa est une coulée de boue qui a eu lieu le 1er avril 2017 à Mocoa, dans le sud de la Colombie. C'est l'une des pires catastrophes naturelles de l'histoire du pays. Au 18 avril 2017, le bilan des victimes s'élève à 323 morts, 332 blessés et 103 disparus.

## Déroulement
Dans la nuit du 31 mars au 1er avril 2017, 130 millilitres de pluie, soit 30 % de la moyenne mensuelle, sont tombés sur Mocoa. Les pluies sont particulièrement abondantes de 23 h à 1 h du matin. Ces fortes précipitations ont abouti à la montée des eaux simultanée des ríos Mocoa, Mulato et Sancoyaco qui entourent la municipalité colombienne. Vers 23 h 30, s'ensuit une immense coulée de boue et de divers matériaux charriés qui frappe Mocoa, emportant sur son passage plusieurs habitations, des véhicules, des arbres, et au moins deux ponts.
Le président colombien Juan Manuel Santos est averti à 5 h des faits, un premier bilan de 14 morts lui étant annoncé.

## Raisons du drame
Les pluies torrentielles à l'origine des crues des rivières autour de Mocoa sont dues au phénomène climatique El Niño. Cette coulée de boue peut également être expliquée par un phénomène bien moins naturel, à savoir la déforestation intensive du secteur qui a rendu Mocoa plus vulnérable aux glissements de terrain, les rivières ne rencontrant aucun obstacle en sortant de leur lit. Ainsi, le 1er avril, après le drame, Luis Alexander Mejía, le directeur de Corpo Amazonia, une agence environnementale régionale, a déclaré avoir « clairement vu que l'utilisation inadéquate des sols a activé d'anciens glissements de terrain et en a créé de nouveaux » au terme d'un survol de la zone dévastée.
D'après l’ex-ministre de l’Environnement Adriana Soto : « Le premier facteur, c’est le changement climatique. Partout dans le monde, nous assistons à une multiplication des événements climatiques extrêmes. Le second facteur est lié à la déforestation dans le bassin de Mocoa, qui favorise les glissements de terrain et les avalanches ; les rivières qui entourent la ville n’ont trouvé aucun obstacle en sortant de leur lit. »

## Bilan et conséquences

### Bilan humain
Le 3 avril au soir, à l'issue de la fermeture de la « fenêtre des 72 heures », durant laquelle des vies peuvent encore être sauvées après une catastrophe, le président Juan Manuel Santos déclare que le bilan est de 273 morts et 262 blessés. De son côté, la Croix-Rouge dénombre 220 disparus, estimant par ailleurs qu'environ 45 000 habitants de Mocoa ont été affectés par la coulée de boue.
Selon un bilan officiel du 18 avril, la coulée de boue a fait 323 morts, 332 blessés et 103 disparus. Parmi les disparus, la moitié sont des mineurs de moins de 18 ans. De plus, le bilan fait état de 5 883 familles sinistrées et de 1 869 hébergées dans des refuges.

### Secours
Au 2 avril, plus de 2 500 personnes, dont 800 policiers, 1 400 soldats de l'Armée et 300 secouristes, sont déployées sur le terrain pour venir en aide aux victimes. L'armée fournit également 63 véhicules, 10 hélicoptères, 7 bateaux et 6 avions pour l'opération de sauvetage.
Juan Manuel Santos décrète l'état de « calamité publique » le 3 avril, à savoir une situation d'urgence économique, sociale et écologique, qui devrait permettre aux autorités de mettre en œuvre rapidement la reconstruction. Il nomme son ministre de la Défense, Luis Carlos Villegas, chargé de la reconstruction. Par ailleurs, le gouvernement approuve le versement de 40 milliards de pesos à l'Unité nationale de gestion du risque de catastrophe (UNGRD) qui dirige la réparation des infrastructures de Mocoa. Pour éviter des épidémies, le gouvernement lance également une campagne de prévention et de vaccination. De plus, des kits de produits alimentaires et d'hygiène ont été distribués tandis qu'une assistance psychologique et cinq refuges ont été mis en place pour les sinistrés.
Les FARC proposent d'envoyer sur place une colonne de 400 guérilleros pour aider à la recherche des survivants et à la reconstruction.

### Reconstruction
Le 11 avril 2017, les services énergétiques et la communication terrestre avec le reste du pays sont rétablis à Mocoa. Néanmoins, les autorités estiment que la reconstruction de la ville pourrait prendre jusqu'à deux ans. Le 18 avril, le président Santos clôt la phase d'urgence, annonçant que les opérations de réhabilitation de la ville entrent dès lors dans une étape de « stabilisation ».

### Enquête
Le 5 avril 2017, une enquête est ouverte quant aux circonstances du drame. La juge chargée de l'enquête évoque des soupçons de négligence de la part des autorités. Selon les autorités judiciaires, l'objectif de cette procédure est de déterminer quelles mesures « préventives ou correctives » auraient pu être prises pour éviter la catastrophe. Il est prévu que plusieurs personnes soient entendues, dont le maire de Mocoa, le gouverneur du Putumayo et leurs prédécesseurs, ainsi que les responsables d'entités chargés de la prévention des désastres et des membres de Corpo Amazonia. 

## Polémiques
Selon les habitants de cette zone considérée à risque d'après un documentaire, cette tragédie « était prévisible » et le débordement des trois cours d'eau environnants de Mocoa « était prévu ».
Les environnementalistes qui luttent contre la déforestation en Colombie confirment que cette catastrophe était « prévisible ». Ainsi, Corpo Amazonia et le gouvernement du Putumayo avaient rendu un rapport établi en juin 2016 aux autorités locales et nationales. Avec l'aide du Service géologique colombien, les risques de glissements de terrain et d'inondations autour de Mocoa y avaient été modélisés. Cette étude recommandait aussi l'évacuation d'une partie de la municipalité de Mocoa, notamment du quartier San Miguel le plus touché par la coulée de boue, et le relogement de ses habitants,. Alors que les autorités locales savaient que cette zone était particulièrement exposée à une inondation car construites sur l'ancien emplacement des lits des rivières avoisinantes, aucune mesure de prévention n'avait été prise.
Corpo Amazonia demande le 2 avril 2017, après le drame, la mise en place d'un système d'alerte précoce sur la montée des eaux pour éviter de telles catastrophes.
Un sénateur du Centre démocratique, parti conservateur hostile au processus de paix, prétend « détenir des informations » prouvant que la coulée de boue avait été causée par des explosifs placés par les FARC. Devant le tollé provoqué par sa déclaration, il se rétracte.